# Charlie Hofheimer
Charlie Hofheimer (ur. 17 kwietnia 1981 w Detroit) – amerykański aktor filmowy, telewizyjny i teatralny, a także producent filmowy.

## Życiorys
Urodził się w Detroit w stanie Michigan. W 1999 Ukończył szkołę publiczną New York Lab School. Zainteresował się baseballem, piłką nożną i hokejem. Polubił też grę na fortepianie i jeździectwo.
Swoją karierę aktorską rozpoczął w roli 13-letniego Jima Garlanda w filmie familijnym Lassie (1994). W 1996 roku grał rolę Kenny’ego Simmondsa w spektaklu Minor Demons na nowojorskiej cenie Currican Theatre, a w 2000 wystąpił w podwójnej roli jako Ovid Bernstein i Tobias Pfeiffer II w przedstawieniu Wendy Wasserstein Old Money w Mitzi E. Newhouse Theatre.
Wystąpił potem w filmach fabularnych takich jak Dzień Ojca, Koncert na 50 serc czy Helikopter w ogniu, a także gościnnie w serialach telewizyjnych, w tym  Czy boisz się ciemności?, Prawo i porządek, CSI: Kryminalne zagadki Miami, Agenci NCIS, Wzór czy Dr House.
W 2008 wyreżyserował krótkometrażowy film pt. Baggage, a w 2009 był producentem filmu Against the Current.

## Filmografia

### Filmy fabularne
- 1994: Lassie - Jim Garland
- 1996: Chłopcy (Boys) – John Cooke
- 1997: Dzień Ojca (Father's Day) – Scott Andrews
- 1998: Krawędź Miasta (Edge City) – James
- 1999: Koncert na 50 serc (Music of the Heart) – Nick
- 2001: Last Ball (Ostatnia piłka) – Jim
- 2001: Helikopter w ogniu (Black Hawk Down) – Jamie Smith
- 2002: The Ghost of F. Scott Fitzgerald - James Powell
- 2004: Osada (The Village) – Kevin
- 2008: Baggage (Bagaż) – producent, reżyser, autor scenariusza do filmu
- 2009: Blur (Rozmazany) – Raymond
- 2009: Against the Current - producent filmu
- 2010: Numb (Zdrętwiały) – Jason
- 2010: Autopilot - Mike
- 2013: Paranoja (Paranoia) – Richard McAllister
- 2018: Kto napisze naszą historię (Who Will Write Our History) – Abraham Lewin (głos)

### Seriale TV
- 1994: Czy boisz się ciemności? (Are You Afraid of the Dark?) – Jeff
- 1995: Prawo i porządek (Law & Order) – Andrew Jannson
- 1996: Czy boisz się ciemności? (Are You Afraid of the Dark?) – Dan
- 1996: Prawo i porządek (Law & Order)- Ben Karmel
- 1999: Blue Moon - T.J. Medieros
- 1999: Now and Again - Nick
- 2003: Prawo i porządek: sekcja specjalna (Law & Order: Special Victims Unit) – Jerry Dupree
- 2003: CSI: Kryminalne zagadki Miami (CSI: Crime Scene Investigation) – Kevin McCallum
- 2003: Agenci NCIS (NCIS) – Bobby Wilkes
- 2006: Wzór (Numb3rs (1 epizod "The Running Man") – Ron Allen
- 2007: Dr House (House M.D.) – Mark Allmore
- 2008: Eli Stone - Scott Miller
- 2008: Na granicy prawa (Canterbury's Law) – Ethan Foster
- 2008: Oblicza strachu (Fear Itself) – Scott
- 2009: Dowody zbrodni (Cold Case) – George Sweeney
- 2009: Bez śladu (Without a Trace) – Chris White
- 2010–2013: Mad Men - Abe Drexler
- 2014: Chirurdzy (Grey’s Anatomy) – Jason Castor
- 2017: 24: Dziedzictwo (24: Legacy) – Ben Grimes